# Do It Again (The Beach Boys)
Do It Again è un brano musicale composto da Brian Wilson e Mike Love dei The Beach Boys. Si tratta del primo singolo estratto dall'album 20/20 del 1968.

## Il brano
Il brano venne registrato tra maggio e giugno 1968 e pubblicato come singolo nel luglio seguente riscuotendo un buon successo in classifica e contribuendo a risollevare in parte la reputazione commerciale della band che era in netto calo.

### Composizione
Il testo della canzone, che originariamente doveva intitolarsi Rendezvous, è ispirato ad una giornata passata da Mike Love in spiaggia nella quale aveva fatto surf con un suo vecchio amico chiamato Bill Jackson. Quando Mike espose il testo a Brian, egli procedette a comporre una musica adeguata per la nostalgica atmosfera delle parole scritte da Love. Brian Wilson affermò in seguito che la canzone è probabilmente la miglior collaborazione creativa tra lui e Mike.
Molti critici e fan notarono in Do It Again il ritorno da parte del gruppo allo stile surf music degli inizi, che la band aveva abbandonato sin dal 1964-65.

### Registrazione
Dopo sei settimane di lavoro quasi nullo in studio di registrazione (dato che la band era impegnata in tour), i Beach Boys tornarono al lavoro il 26 maggio 1968, iniziando a lavorare su Do It Again nello studio casalingo di Brian a Bel Air, Los Angeles. La sessione, venne prodotta da Brian e Carl. Dopo che Brian aveva guidato la band attraverso una dimostrazione pratica di come doveva essere il brano, il gruppo iniziò la registrazione della traccia utilizzando chitarra, organo, basso e batteria, e con Mike alla voce solista. Quando la band ebbe completato la traccia base, si passò alla sovraincisione dei cori di sottofondo e ad aggiungere le parti di chitarra e di organo più un nuovo assolo di chitarra. Il 6 giugno ulteriori apporti vocali furono aggiunti da Brian, Carl, Dennis, Bruce Johnston e Al Jardine. Il 10 si procedette ad altre sovraincisioni sulla traccia strumentale, compresa la parte di sassofono suonata da Ernie Small.
Durante le fasi di mixaggio, Stephen Desper, l'ingegnere del suono che si occupò dell'album, se ne uscì fuori con il caratteristico effetto di batteria riverberato che si ascolta all'inizio della traccia. Alcuni pensano che questo particolare effetto contribuì fortemente al successo commerciale del singolo.

### Singolo
il singolo Do It Again (B-side: Wake the World) venne pubblicato negli Stati Uniti l'8 luglio 1968. La versione del singolo era leggermente differente rispetto alla versione presente sull'album non avendo gli effetti sonori nella dissolvenza finale della canzone. Il singolo debuttò in classifica il 27 luglio e raggiunse la posizione numero 20 in classifica il 14 settembre. Si sarebbe trattato dell'ultimo singolo da top 20 negli Stati Uniti per il gruppo fino a Rock and Roll Music del 1976, che raggiunse la posizione numero 5.
Pubblicato in Gran Bretagna il 19 luglio 1968, il singolo conquistò la vetta della classifica a quaranta giorni dalla pubblicazione, raggiungendo il 1º posto il 28 agosto 1968, diventando così il secondo numero 1 in classifica della band in Gran Bretagna dopo Good Vibrations due anni prima.
In Australia la canzone divenne il primo singolo da primo posto in classifica per i Beach Boys. In Germania raggiunse la posizione numero 4 nella classifica dei singoli. In Olanda, Svezia, Norvegia, Irlanda e Rhodesia (l'attuale Zimbabwe) la canzone arrivò al numero 5. Inoltre fu numero 4 in Malesia, numero 6 in Israele e numero 7 in Danimarca e Svizzera.
Come artista solista, Brian Wilson pubblicò una sua versione del brano che incluse nell'album I Just Wasn't Made for These Times del 1995. Questa versione venne anche pubblicata su singolo in Gran Bretagna.

#### Tracce singolo
Capitol 2239
1. Do It Again (Brian Wilson, Mike Love)
2. Wake the World

### Video promozionale
Un video promozionale, diretto dal regista Peter Clifton, fu girato a Los Angeles. Il film, girato a colori, mostra la band in giro per la città in un furgoncino e mentre visita un negozio di articoli da surf e poi se ne va in spiaggia a surfare. Una versione alternativa del video, avrebbe dovuto vedere come ospite d'eccezione Paul McCartney nei panni di un commesso. Tuttavia l'idea venne accantonata per la difficile realizzazione a causa degli impegni del Beatle.

## Cover
I primi a proporre reinterpretazioni del brano furono il gruppo A Taste Of Honey e Ronnie Aldrich che pubblicarono le loro versioni nel 1969 a solo un anno dall'uscita dell'originale. I Papa Doo Run Run fecero una cover del brano nel 1983. I Twist nel 1985. Gli Wall of Voodoo sul loro ultimo album in studio, Happy Planet del 1987. Trygve Thue nel 1994. Più recentemente, John Hunter Phillips nel suo album del 2000 intitolato Diamonds On The Beach. La band spagnola Los Reactivos incise Hazlo Otra Vez, versione in lingua spagnola di Do It Again, sul loro EP del 2008 Split Single. Nel 2012, Wilson Phillips, insieme alle figlie di Brian Wilson Carnie e Wendy, reinterpretò la canzone sull'album Dedicated.

## Versione 2011
Nel 2011, i Beach Boys sopravvissuti; Brian Wilson, Mike Love, Al Jardine, Bruce Johnston e David Marks si riunirono in studio per ri-registrare una nuova versione di Do It Again in occasione del loro 50º anniversario come gruppo musicale. Questa versione riveduta ed aggiornata è stata poi inclusa come bonus track alla versione giapponese dell'album That's Why God Made the Radio pubblicato nel 2012.